# Барнім (район)

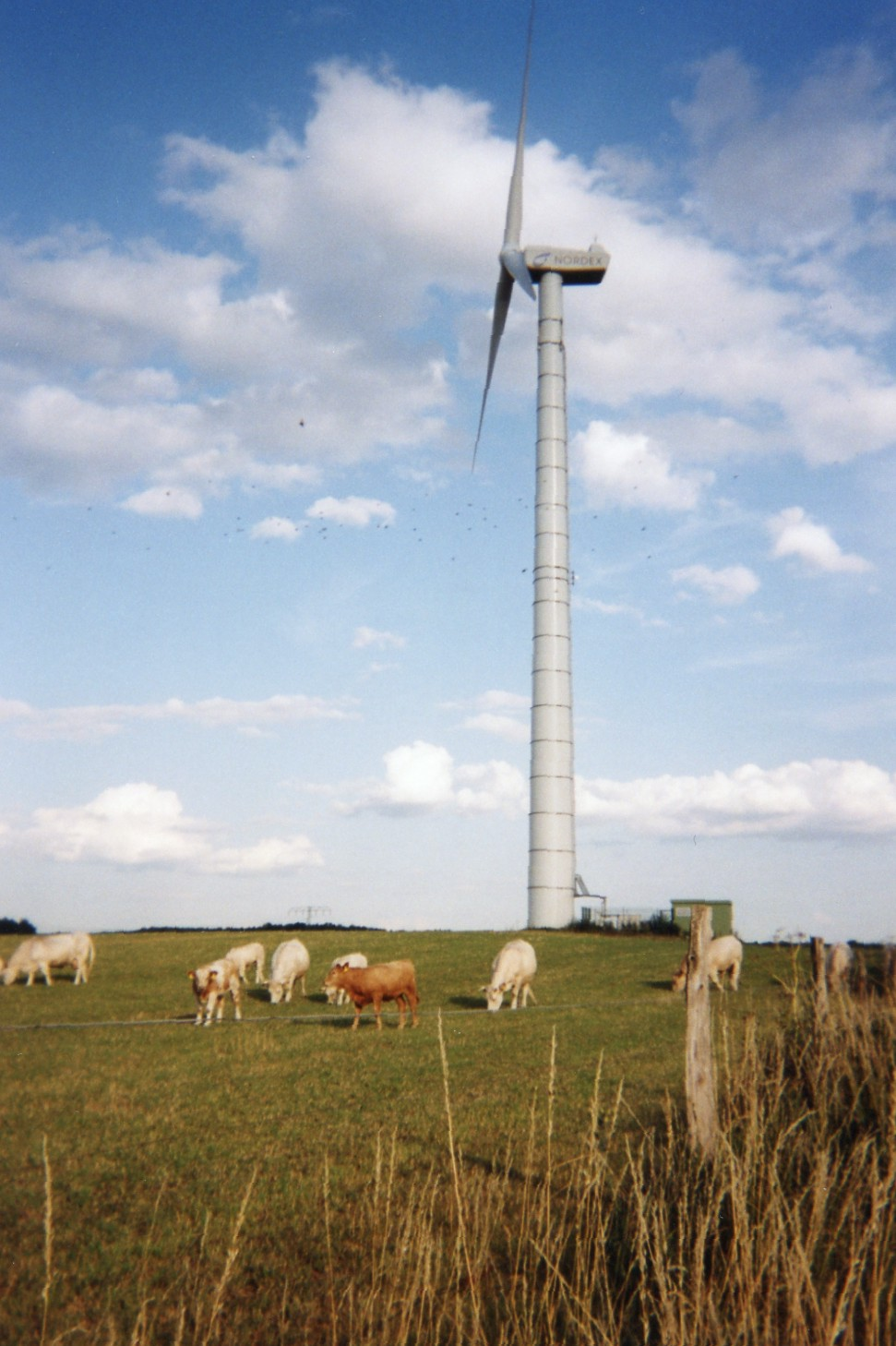
Вітрогенератор біля Вандліцу

Барнім (нім. Landkreis Barnim) — район у Німеччині, розташований на однойменній височині. Центр району — місто Еберсвальде. Район входить в землю Бранденбург. Площа - 1 494 кв. км. Населення району становить 187 343 осіб (на 31 грудня 2020). Густота населення - 118 осіб/кв.км. 
Офіційний код району - 12 0 60.

## Міста та громади
До складу району входять 6 самостійних міст, 4 самостійних громади, а також 18 міст/громад, об'єднаних у три об'єднання громад. 
(дані про населення навеені на 31 грудня 2020)
| Самостійні міста: 1. Бернау-бай-Берлін (40908) 2. Бізенталь (6029) 3. Вернойхен (9226) 4. Еберсвальде (40965) 5. Йоахімсталь (3414) 6. Одерберг (2134) Самостійні громади:: 1. Аренсфельде (13959) 2. Вандліц (23485) 3. Панкеталь (20661) 4. Шорфгайде (10191) |

Об'єднання громад:
| 1. Бізенталь-Барнім (12524) 1. Бізенталь (місто) * (6029) 2. Брайдін (801) 3. Зидовер-Фліс (977) 4. Марінвердер (1691) 5. Мельхов (994) 6. Рюдніц (2032) | 2. Бріц-Корін-Одерберг (10148) 1. Бріц * (2137) 2. Корін (2359) 3. Гоенфінов (537) 4. Ліпе (636) 5. Лунов-Штольценгаген (1185) 6. Нідерфінов (613) 7. Одерберг (місто) (2134) 8. Парштайнзе (547) | 3. Йоахімсталь (5276) 1. Альтгюттендорф (607) 2. Йоахімсталь (місто) * (3414) 3. Фрідріхсвальде (809) 4. Цитен (446) |

## Населення
Станом на 31 грудня 2020 населення району становить 187 343 осіб.
Історична динаміка:
| Рік  | Населення |
| ---- | --------- |
| 1990 | 150.687   |
| 1991 | 148.751   |
| 1992 | 148.750   |
| 1993 | 149.143   |
| 1994 | 150.060   |
| 1995 | 151.783   |
| 1996 | 154.698   |
| 1997 | 159.689   |
| 1998 | 163.937   |
| 1999 | 167.914   |

| Рік  | Населення |
| ---- | --------- |
| 2000 | 170.288   |
| 2001 | 171.490   |
| 2002 | 172.382   |
| 2003 | 173.951   |
| 2004 | 175.861   |
| 2005 | 176.693   |
| 2006 | 177.396   |
| 2007 | 176.821   |
| 2008 | 177.644   |
| 2009 | 176.904   |

| Рік  | Населення |
| ---- | --------- |
| 2010 | 176.848   |
| 2011 | 172.572   |
| 2012 | 173.193   |